# Campeonato Sudamericano de Baloncesto Femenino
El Campeonato Sudamericano Femenino de Baloncesto es el principal campeonato de selecciones nacionales femeninas de baloncesto de América del Sur, organizado por la Federación Internacional de Baloncesto desde el año 1946. El torneo es clasificatorio a la FIBA AmeriCup femenina, que a su vez otorga cupos a la Copa Mundial y los Juegos Olímpicos.

## Campeonatos

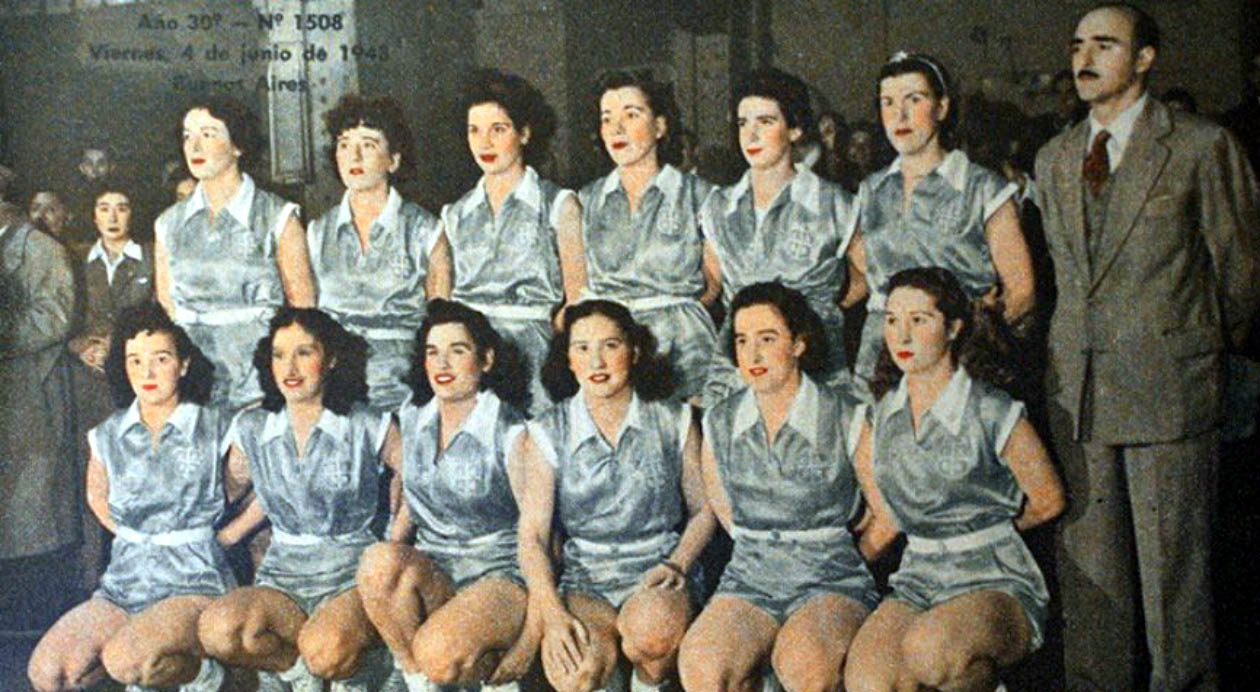
Selección Argentina ganadora del Campeonato Sudamericano de 1948 en la revista El Gráfico del 4 de junio de ese año.

|         |      |                   |           |            |            |
| Edición | Año  | Sede              | Campeón   | Subcampeón | 3.er lugar |
| I       | 1946 | Santiago          | Chile     | Brasil     | Argentina  |
| II      | 1948 | Buenos Aires      | Argentina | Chile      | Perú       |
| III     | 1950 | Lima              | Chile     | Argentina  | Perú       |
| IV      | 1952 | Asunción          | Paraguay  | Brasil     | Chile      |
| V       | 1954 | São Paulo         | Brasil    | Chile      | Ecuador    |
| VI      | 1956 | Quito             | Chile     | Paraguay   | Brasil     |
| VII     | 1958 | Lima              | Brasil    | Argentina  | Paraguay   |
| VIII    | 1960 | Santiago          | Chile     | Brasil     | Perú       |
| IX      | 1962 | Asunción          | Paraguay  | Chile      | Brasil     |
| X       | 1965 | Río de Janeiro    | Brasil    | Paraguay   | Perú       |
| XI      | 1967 | Cali              | Brasil    | Chile      | Perú       |
| XII     | 1968 | Santiago          | Brasil    | Chile      | Argentina  |
| XIII    | 1970 | Guayaquil         | Brasil    | Argentina  | Ecuador    |
| XIV     | 1972 | Lima              | Brasil    | Perú       | Paraguay   |
| XV      | 1974 | La Paz            | Brasil    | Argentina  | Bolivia    |
| XVI     | 1977 | Lima              | Perú      | Brasil     | Argentina  |
| XVII    | 1978 | La Paz            | Brasil    | Bolivia    | Argentina  |
| XVIII   | 1981 | Lima              | Brasil    | Perú       | Colombia   |
| XIX     | 1984 | Cúcuta            | Colombia  | Brasil     | Perú       |
| XX      | 1986 | Guaratinguetá     | Brasil    | Perú       | Colombia   |
| XXI     | 1989 | Santiago          | Brasil    | Perú       | Argentina  |
| XXII    | 1991 | Bogotá            | Brasil    | Colombia   | Argentina  |
| XXIII   | 1993 | Cochabamba        | Brasil    | Argentina  | Chile      |
| XXIV    | 1995 | Sao Paulo         | Brasil    | Argentina  | Chile      |
| XXV     | 1997 | Iquique           | Brasil    | Argentina  | Colombia   |
| XXVI    | 1999 | Vitória           | Brasil    | Argentina  | Venezuela  |
| XXVII   | 2001 | Lima              | Brasil    | Argentina  | Chile      |
| XXVIII  | 2003 | Loja              | Brasil    | Argentina  | Chile      |
| XXIX    | 2005 | Villavicencio     | Brasil    | Colombia   | Argentina  |
| XXX     | 2006 | Asunción          | Brasil    | Argentina  | Colombia   |
| XXXI    | 2008 | Loja              | Brasil    | Argentina  | Chile      |
| XXXII   | 2010 | Santiago de Chile | Brasil    | Argentina  | Colombia   |
| XXXIII  | 2013 | Mendoza           | Brasil    | Argentina  | Chile      |
| XXXIV   | 2014 | Ambato            | Brasil    | Argentina  | Venezuela  |
| XXXV    | 2016 | Barquisimeto      | Brasil    | Venezuela  | Colombia   |
| XXXVI   | 2018 | Tunja             | Argentina | Brasil     | Colombia   |
| XXXVII  | 2022 | San Luis          | Brasil    | Argentina  | Colombia   |
| XXXIX   | 2024 | Santiago          | Argentina | Brasil     | Colombia   |

## Palmarés
| Núm. | País      | Oro | Plata | Bronce | Total |
| ---- | --------- | --- | ----- | ------ | ----- |
| 1    | Brasil    | 27  | 7     | 2      | 36    |
| 2    | Chile     | 4   | 5     | 7      | 16    |
| 3    | Argentina | 3   | 16    | 7      | 26    |
| 4    | Paraguay  | 2   | 2     | 2      | 6     |
| 5    | Perú      | 1   | 4     | 6      | 11    |
| 6    | Colombia  | 1   | 2     | 9      | 12    |
| 7    | Venezuela | 0   | 1     | 2      | 3     |
| 8    | Bolivia   | 0   | 1     | 1      | 2     |
| 9    | Ecuador   | 0   | 0     | 2      | 2     |
| 10   | Uruguay   | 0   | 0     | 0      | 0     |